# Мои друзья
«Мои друзья» (итал. Amici miei) — итальянский кинофильм. После кончины режиссёра Пьетро Джерми работу над фильмом завершил Марио Моничелли. Яркий образец «комедии по-итальянски».

## Сюжет
История пятерых неразлучных друзей, флорентийцев Пероцци (Нуаре), Меландри (Москин), Машетти (Тоньяцци), Некки (Дель Прете) и Сассароли (Чели). Им под пятьдесят, но в душе они остаются детьми и всегда готовы к весёлым проделкам. Смерть Пероцци становится тяжёлым испытанием для их неиссякаемого оптимизма, но и во время похорон они устраивают очередной розыгрыш.

## В ролях
- Уго Тоньяцци — Лелло Машетти
- Филипп Нуаре — Джорджио Пероцци
- Гастоне Москин — Рамбалдо Меландри
- Джулио Дель Прете — Некки
- Адольфо Чели — профессор Сассароли
- Бернар Блие — Никколо
- Ольга Карлатос — Донателла Сассароли
- Милена Вукотич — Элис Машетти
- Сильвия Дионисио — Титти

## Интересные факты
В 1982 году Марио Моничелли снял продолжение фильма — «Мои друзья-2»; в 1985 — Нанни Лой осуществил постановку третьей части, «Мои друзья-3».